# 璷妃
璷妃（1841年—1895年），葉赫那拉氏，满洲正白旗人。主事全文之女。清朝咸丰帝之妃。

## 生平
道光二十一年（1841年）二月十日出生。
咸丰五年二月初十日，正白旗滿洲員外郎桂祥之女那拉氏封為璹貴人，而「正白旗滿洲主事全文之女那拉氏」則被封為璷貴人。璹貴人具有嬪銜，每日吃食分例，以及煤炭、蠟燭等物依照嬪例發給，而與其同日受封的璷貴人僅有正常的貴人級待遇。
咸豐八年二月二十四日，璷貴人被革去嬪銜，每日所食吃食分例，以及煤炭、蜡烛等物依照贵人之例發給，次序在玫貴人之次。
咸丰十年十月，被剛登極的同治帝尊封為璷嫔。
同治十三年十一月，被剛登極的光绪帝尊封為璷妃，所享的宮分同貴妃例。內廷緞庫檔案《二等各色小卷紬緞紗等項實存》有記光緒十五年二月十一日，璷妃千秋照貴妃例用藕合小卷線紬五件、月白小卷線紬五件、灰色小卷五絲緞五件、金黃小卷五絲緞五件、藍縐紬五件及醬色紡絲五件。
光緒二十一年四月二十一日，曾被宮廷尊稱為璷貴妃的璷妃去世，享年五十五歲，奉上諭「所有應行事宜著照貴妃例敬謹預備」，葬於定陵妃園寢。慶妃的喪葬禮儀按嫔例辦理，而璷妃那拉氏的喪葬禮儀則按貴妃例辦理。这两位在咸豐年間都曾随慈禧太后居住在儲秀宮內，因与慈禧太后的关系，以及她们自身的素质而导致了喪儀规格的巨大差别。